# Austin Smith (Tennisspieler)
Austin Smith (* 25. November 1993 in Cumming, Georgia) ist ein ehemaliger US-amerikanischer Tennisspieler.

## Karriere
Austin Smith spielte ab 2009 gelegentlich Turniere der ITF Future Tour und versuchte die Qualifikation auf der ATP Challenger Tour, gewann jedoch nie mehr als ein Match in Folge. 2011 stand er in der Qualifikation der Atlanta Tennis Championships, einem Turnier der ATP World Tour, verlor dort aber gegen Denis Kudla. Ende des Jahres war er erstmals in der Weltrangliste platziert.
Nachdem er einige Jahre an der University of Georgia einen Wirtschaftsstudiengang absolviert und für die Tennis-College-Mannschaft gespielt hatte, bestritt Smith ab Mitte 2016 wieder Matches auf der Profi-Tour. Hier kam er bei den BB&T Atlanta Open dank einer Wildcard zu seinem Debüt auf der World Tour. Gegen seinen Landsmann Taylor Fritz blieb er beim 2:6, 2:6 jedoch chancenlos.
Einen Monat später gewann er in Israel seinen einzigen Titel auf der Future Tour. Darüber hinaus stand er im Doppel dreimal im Finale ohne jedoch eines davon gewinnen zu können. Das Jahr beendete er jeweils in Einzel und Doppel innerhalb der Top 800. Nach 2016 bestritt er keine weiteren Matches mehr.